# Städtisches Gymnasium Herten
Das Städtische Gymnasium Herten (kurz: StGH) ist das einzige Gymnasium in der westfälischen Stadt Herten.

## Geschichte

### Rektoratsschule
In den 1890er Jahren erlebte die Stadt Herten infolge des Bergbaus ein stärkeres Wachstum als je zuvor oder danach: Die Bevölkerungszahl stieg um mehr als das Dreifache von 3.600 Einwohnern im Jahre 1890 auf 12.186 im Jahre 1900. Daraufhin gründete Wilhelm Kempkens, einer der in Herten tätigen Priester, 1897 eine katholische Rektoratsschule. Rektoratsschulen waren „Zubringerschulen“ für Gymnasien: Sie sollten an Orten, in denen es noch kein Gymnasium gab, begabte Schüler darauf vorbereiten und unterrichteten nach dem gymnasialen Lehrplan, also auch Latein. Ihre „Rektoren“ genannten Schulleiter waren deshalb in der Regel Theologen.
Da der Unterhalt einer Rektoratsschule für die Pfarrei St. Antonius eine große Last war, bat sie die Stadt, die Schulträgerschaft zu übernehmen. Dies geschah zum 1. Mai 1901 – insofern betrachtet die Stadt Herten den Übergang von einer kirchlichen zu einer städtischen Rektoratsschule als Gründungstag des heutigen Gymnasiums. Als Rektor prägte Wilhelm Kempkens die junge Schule, bis er 1911 Pfarrer in Kevelaer wurde.

### Realprogymnasium
1912 wurde die anfangs bis zur Quarta, dann bis zur Untertertia führende Schule um eine weitere, fünfte Jahrgangsstufe aufgestockt, die Obertertia. Für die höheren Klassen mussten die Jungen zu Gymnasien in Wanne oder Gelsenkirchen wechseln. 1921 wurde die nächste Jahrgangsstufe, die Untersekunda, angefügt und die Schule mit nunmehr sechs Klassen zu einem Realprogymnasium. Damit konnten ihre Schüler 1922 erstmals die Mittlere Reife ablegen.

### Realgymnasium
1926 beschloss die Gemeindevertretung, das Realprogymnasium zu einer „Vollanstalt“ auszubauen, d. h. zu einer Höheren Schule, die bis zum Abitur führte, und zwar als Realgymnasium. Dazu wurde 1927/1928 nach Plänen der Dortmunder Architekten Heinrich Strunck und Josef Wentzler in nur 14-monatiger Bauzeit ein neues Schulgebäude errichtet. 1930 legte der erste Jahrgang das Abitur ab. Für eine separate Höhere Mädchenschule reichten die Mittel der Stadt nicht aus. Deshalb wurden seit 1920 auch Mädchen aufgenommen.

### Deutsche Oberschule
Die Nationalsozialisten stießen sich am Wort „Gymnasium“. Sie hielten es für einen Ausdruck elitären Bewusstseins und für ein Hindernis bei der Integration der Gymnasiasten in die Volksgemeinschaft. Deshalb wurde das Realgymnasium Herten – wie viele andere Gymnasien auch – 1937 in „Deutsche Oberschule“ umbenannt. Die Schulzeit wurde von neun auf acht Jahre verkürzt. Als im Zweiten Weltkrieg die Bomberangriffe auf das Ruhrgebiet in immer kürzeren Abständen erfolgten, wurden die jüngeren Schüler (die unteren vier Jahrgänge) durch die Kinderlandverschickung nach Glonn, Moosach, Bruck und Forstinning evakuiert, später nach Berchtesgaden und an den Hintersee.

### Gymnasium
Nach der kriegsbedingten Schließung der Schule konnte der Unterricht im Februar 1946 (für die unteren vier Jahrgänge) bzw. zu Ostern 1946 (für die älteren Schüler) wiederaufgenommen werden. Die Umbenennung in „Deutsche Oberschule“ wurde rückgängig gemacht und die Schule fortan als „Städtisches Gymnasium“ bezeichnet. Es bestand aus zwei parallelen „Zügen“ (Abfolgen von Klassen), einem „Jungenzug“ und einem „Mädchenzug“. Diese Trennung wurde zum Schuljahr 1969/1970 aufgehoben und die „Koinstruktion“, der gemeinsame Unterricht, schrittweise eingeführt.
Bis zum Jahr 1973 zählte das Gymnasium zwischen 450 und 500 Schüler. Danach stieg die Schülerzahl stark an.
2014 erhielt die Schule die Auszeichnungen „Schule ohne Rassismus – Schule mit Courage“ und „Partnerschule des Fußballs“. Seit dem 19. November 2017 gehört die Schule außerdem zum „MINT-EC Netzwerk“ und erhielt somit das MINT-EC-Zertifikat.

## Schulleben und Partnerschulen
1950 gewann ein Oberprimaner, Dieter Nagel, den Preis des Kultusministeriums beim Schülerwettbewerb Komposition.
Besondere Aufmerksamkeit erhält die Lego-AG, die mit ihren Robotern bereits bundesweit Auszeichnungen gewonnen hat.
Das Städtische Gymnasium Herten hat Partnerschulen in folgenden Städten:
- Arras (Frankreich)
- Banchory (Schottland)
- Doncaster (England)

## Bekannte Schüler
- Robert Hetkämper (* 1949), Journalist (Abitur 1969)
- Franz-Josef Kaup (* 1954), Veterinärpathologe (Abitur 1973)
- Stephan Brandner (* 1966), Politiker (Abitur 1987)
- Ulrich Paetzel (* 1971), Politiker (Abitur 1991)
- Andreas Moisa (* 1977), Musiker, Filmkomponist (Abitur 1996)
- Michael Holtschulte (* 1979), Cartoonist (Abitur)